# عبير الشرقاوي
عبير الشرقاوي (24 مايو 1970 -)، ممثلة مصرية.

## حياتها
هي ابنة المخرج جلال الشرقاوي. تخرجت في الجامعة الأمريكية قسم المسرح، وعملت في التمثيل أثناء دراستها، أسندت إليها بطولة مسرحية «عطية الإرهابية» عقب اعتزال وحجاب الفنانة سهير البابلي ثم عملت في العديد من المسلسلات مثل "عمر بن عبد العزيز"، و"الأمير المجهول"، إلى أن ارتدت الحجاب.
بعد ذلك أقنعها والدها بالعودة إلى الفن فعادت من خلال مسلسل أشرار وطيبين ثم عباد الرحمن والامام الشافعي.
يذكر أن عبير كانت قد تبرأت من أعمال والدها جلال الشرقاوي، كما هاجمت مهرجان الجونة السينمائي ووصفته بمهرجان ”العري والعار“. مما عرضها لانتقادات من بعض الفنانين ومن نشطاء مواقع التواصل الاجتماعي؛ بسبب وصفها لمهرجان الجونة السينمائي أيضا بمهرجان ”العري العالمي“.
كما أثارت الجدل أيضا بسبب هجومها على مسلسل ”بطلوع الروح“ ووصفته بأنه مسيء للإسلام.
رفضت عبير خلع حجابها حتى لو عرض عليها دور يتطلب ذلك، واصفة الحجاب بأنه أفضل خطوة أقدمت عليها في حياتها وبأنها لن تتخلى عنه وستسعى إلى أن يكون عملها خدمة لدينها ومجتمعها دون أن تجسد أدوارا فيها إثارة للغرائز".

## وصلات خارجية
- عبير الشرقاوي على موقع IMDb (الإنجليزية)
- عبير الشرقاوي على موقع الدهليز
- عبير الشرقاوي على موقع قاعدة بيانات الأفلام العربية